# Coors Field
Le Coors Field est un stade de baseball situé dans le Lower Downtown (LoDo) de Denver, au Colorado. Il est sponsorisé par la Coors Brewing Company, une marque de bière. 
Depuis 1995, il a pour résidents les Rockies du Colorado, qui évoluent dans la Ligue nationale en Ligue majeure de baseball et qui jouaient auparavant au Mile High Stadium. Le Coors Field a une capacité de 50 144 places et dispose de 63 suites de luxe et 4 500 sièges de club.

## Histoire
Ouvert en 1995, le Coors Field est devenu le premier stade de baseball construit dans la Ligue nationale depuis le Dodger Stadium en 1962. Les Rockies du Colorado ont joué dans le Mile High Stadium pendant les saisons 1993 et 1994, alors que leur nouveau stade, le Coors Field, était en chantier dans le centre de Denver. Sa construction a commencé le 16 octobre 1992. À l'origine l'équipe avait projeté de bâtir un stade de 43 800 sièges. Cependant, avec fortes affluences au Mile High Stadium, les Rockies ont décidé d'augmenter la capacité du stade à plus de 50 000 places avant qu'il se soit ouvert. Comme les autres nouveaux stades de baseball, le Coors Field a été construit avec la brique et l'acier. Le premier match joué au stade était le 26 avril 1995 entre les Rockies du Colorado et New York Mets. Il a coûté $215 millions de dollars dont $168 millions (78 %) financés avec de l'argent public et $47 millions (22 %) par les propriétaires des Rockies. 
Le Coors Field combine la sensation nostalgique d'un stade de baseball urbain des années 1920 avec la technologie et les convenances du XXIe siècle. Pour empêcher le stade d'être imposant sur les buidlings voisins, il est situé 21 pieds au-dessous du niveau de la rue. Le stade est situé à une altitude de 1 579 mètres (5 183 pieds dans les Rocheuses. Sa façade en brique lui permet de se mélanger avec le centre de Denver. Le "Rockpile" est une section de gradins de 2300 sièges situé derrière le champ central et offre une vue unique du terrain de jeu. Le Coors Field a une immense quantité d'attractions qui inclut plus de 4 500 sièges de club, le Roundeus at the Sandlot Brewery, le Coors Fields' microbrewery ; Diamond Dry Good (boutique souvenirs), les Rockies merchandise store, et le Mountain Ranch Club. En juillet 1998, il a accueilli le Match des étoiles de la Ligue majeure de baseball.

### Liens externes

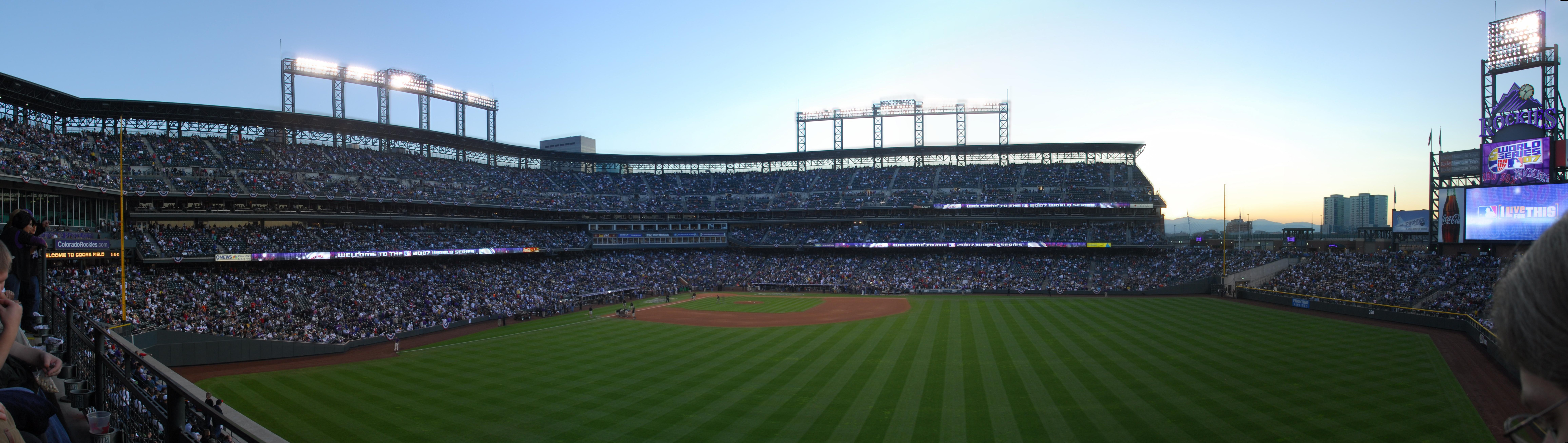

## Événements
- Match sans point ni coup sûr lancé par Hideo Nomo, le 17 septembre 1996[2]
- Match des étoiles de la Ligue majeure de baseball 1998, 7 juillet 1998

## Dimensions
- Left Field (Champ gauche) - 347 pieds / 106 mètres
- Left-Center - 390 ' / 119 m
- Center Field (Champ central) - 415 ' / 126,5 m
- Right-Center - 375 ' / 114 m
- Right Field (Champ droit) - 350 ' / 107 m
- Backstop - 56 ' / 17 m

## Galerie

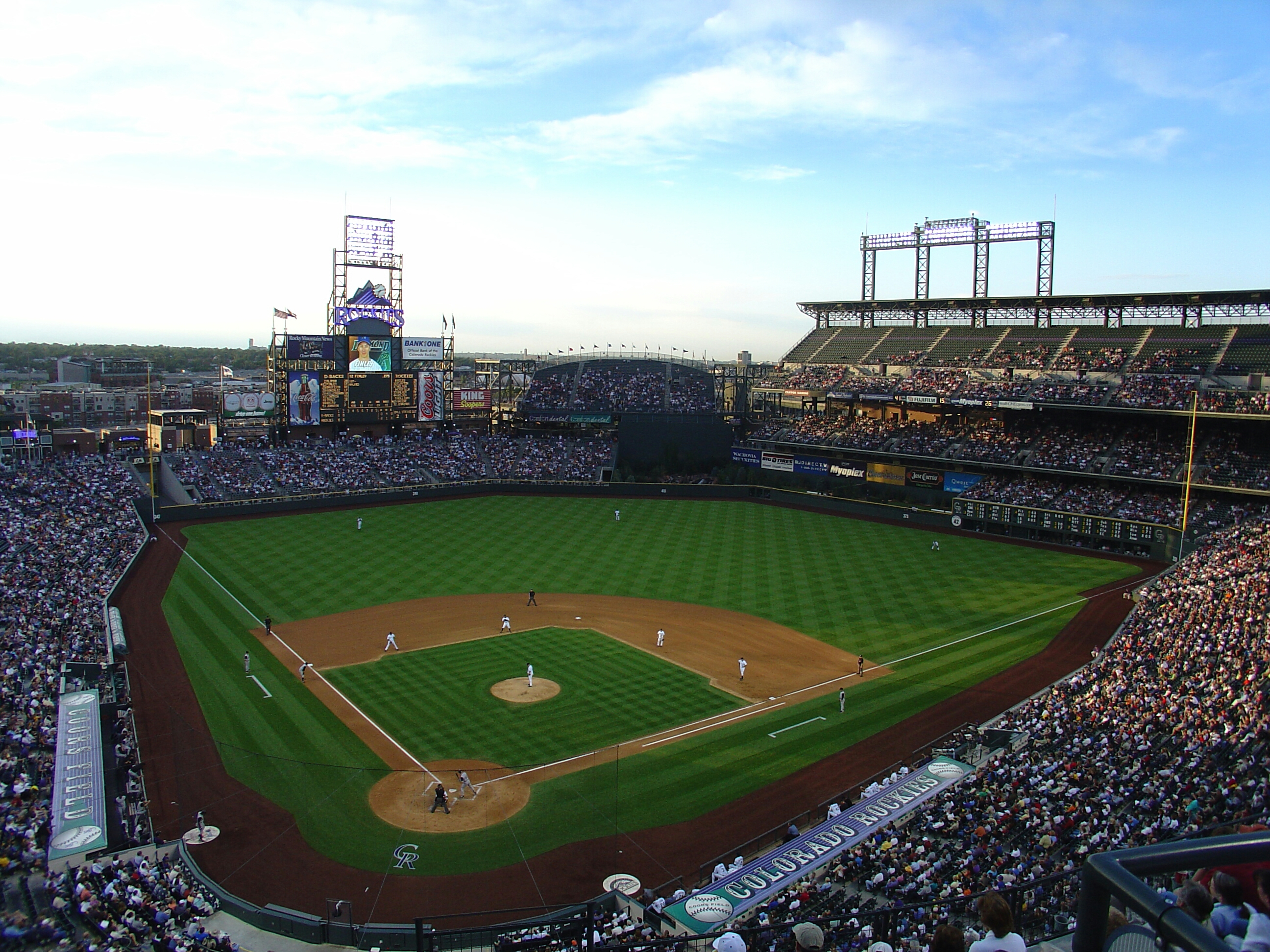
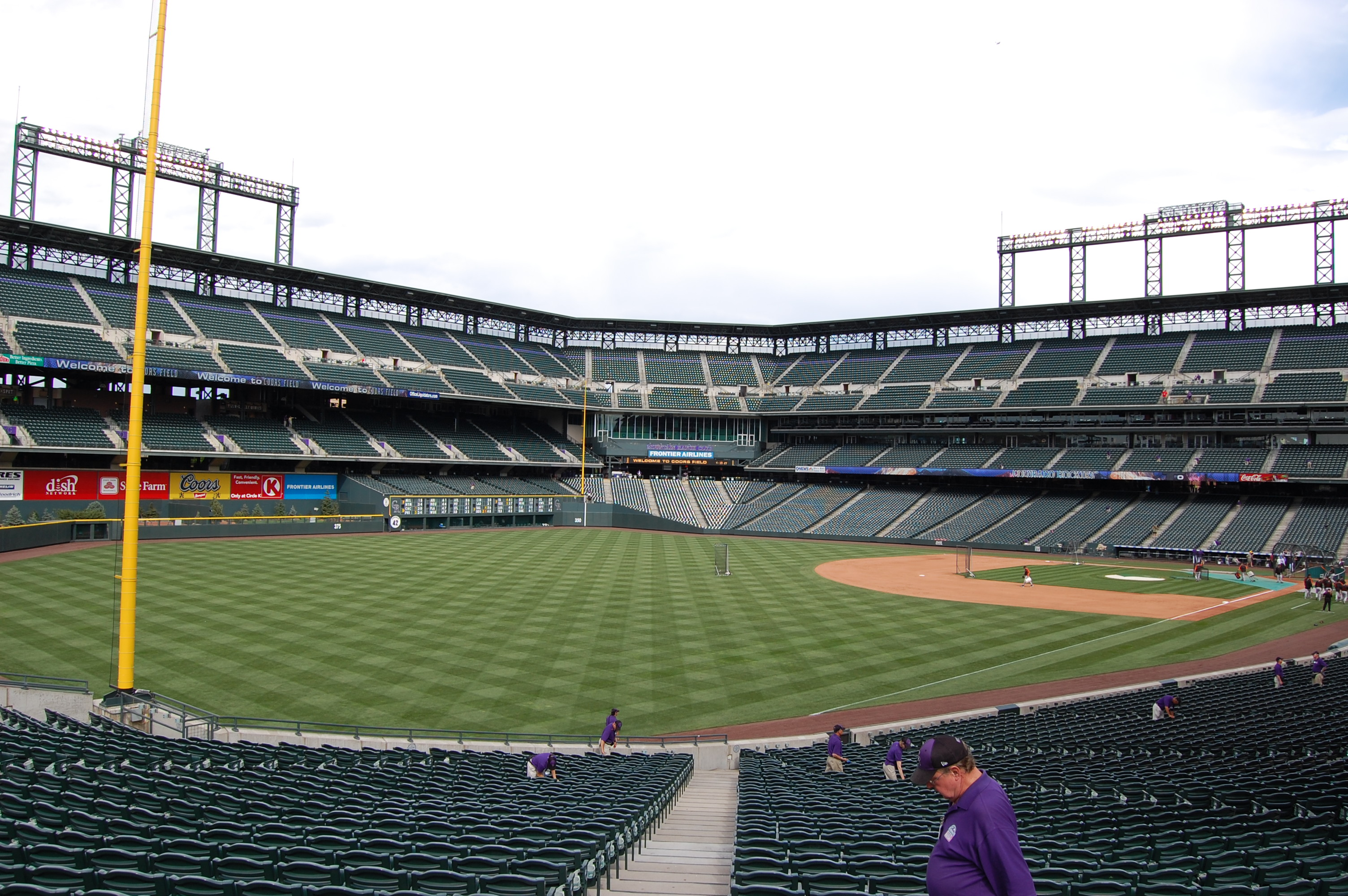
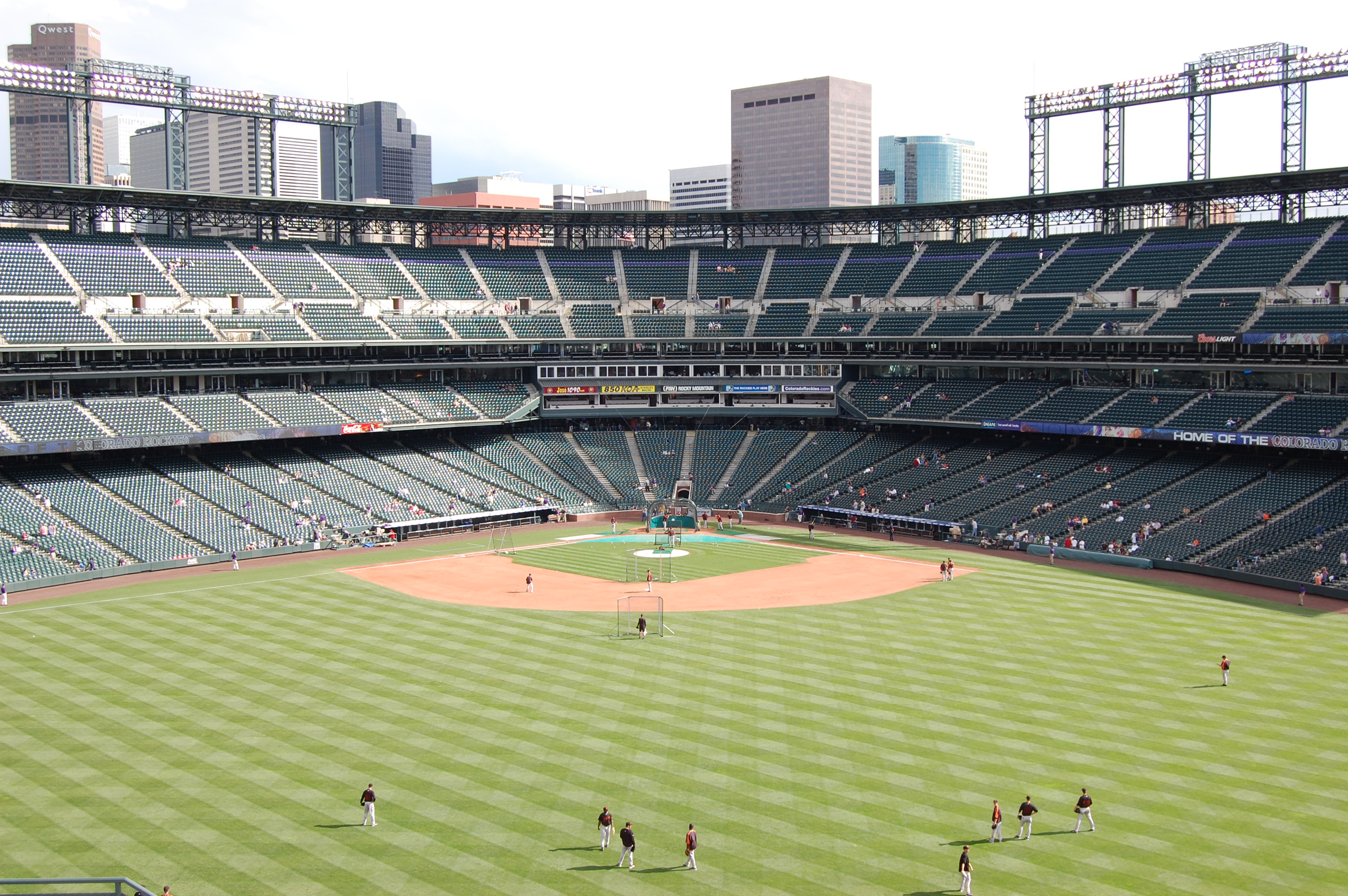
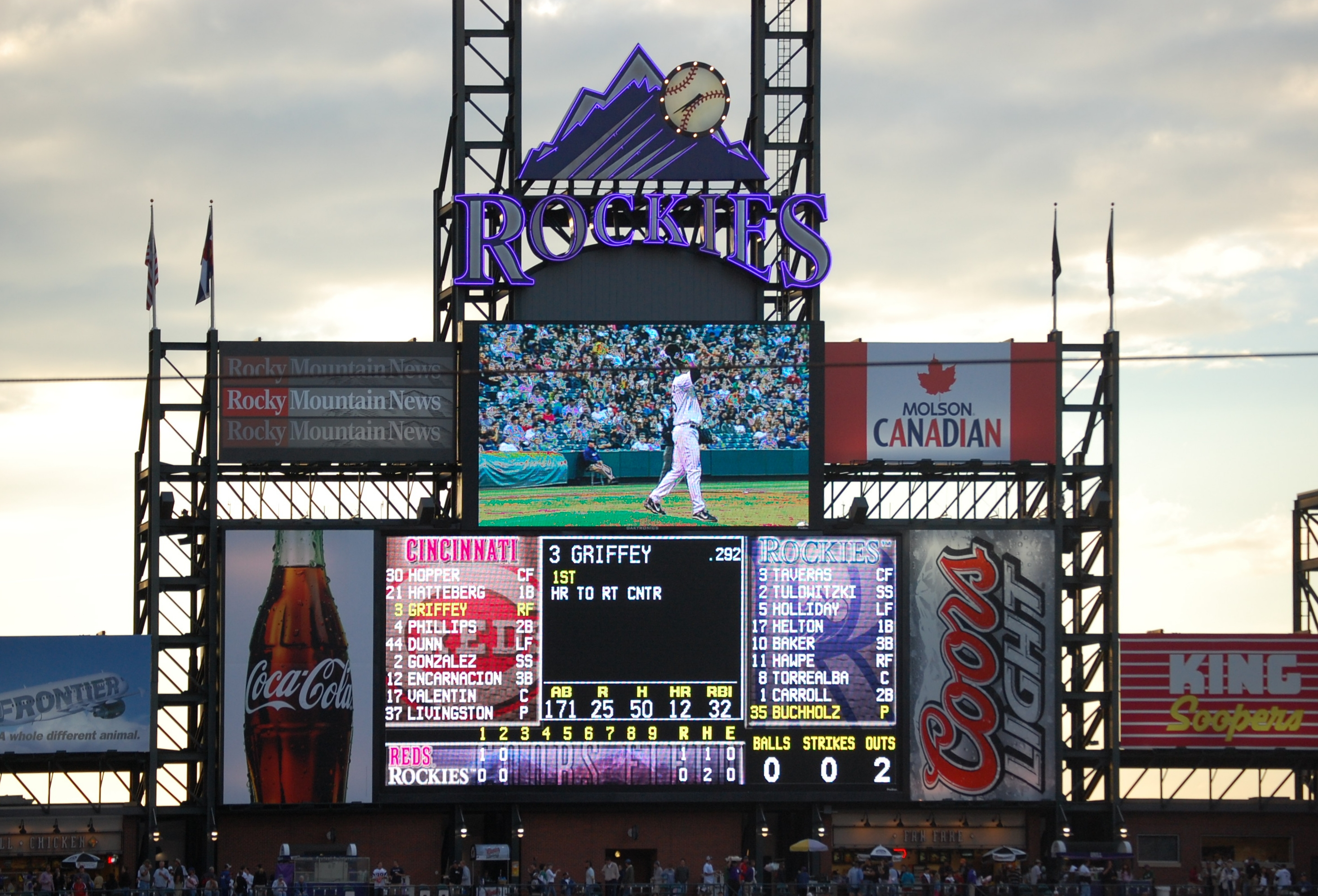
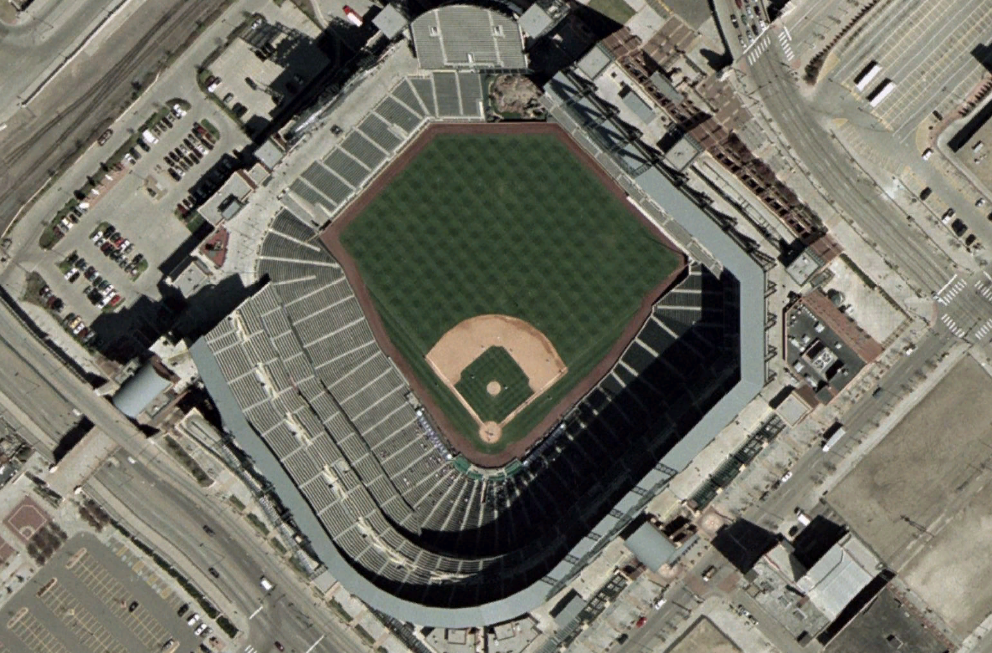
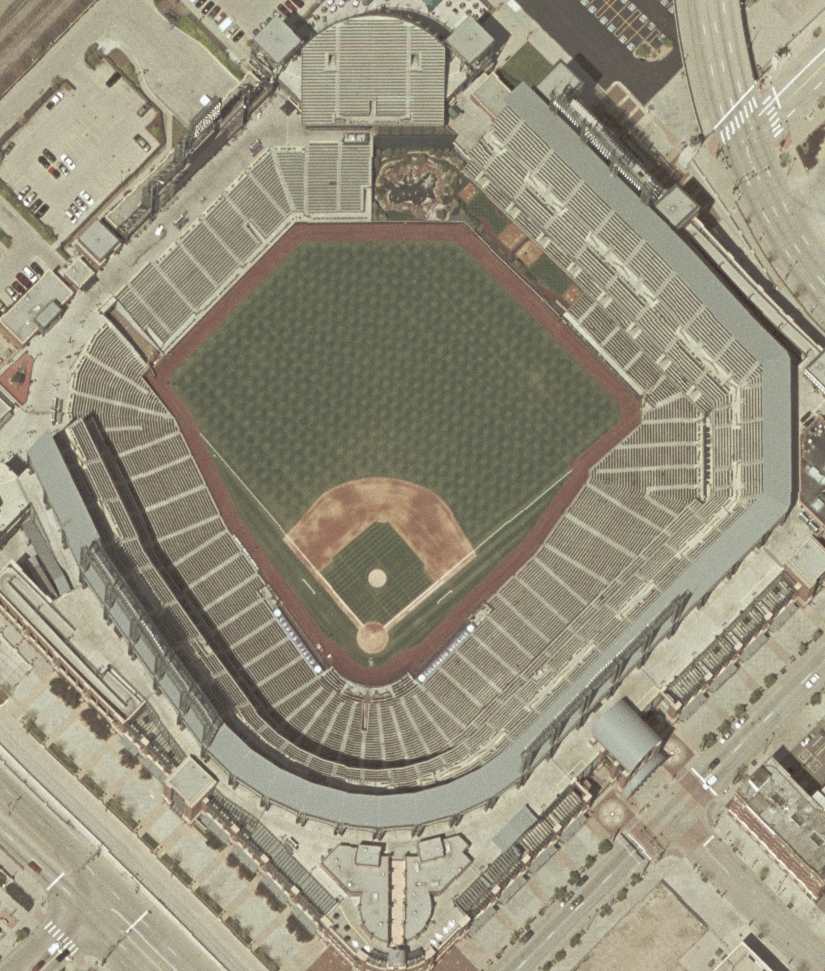
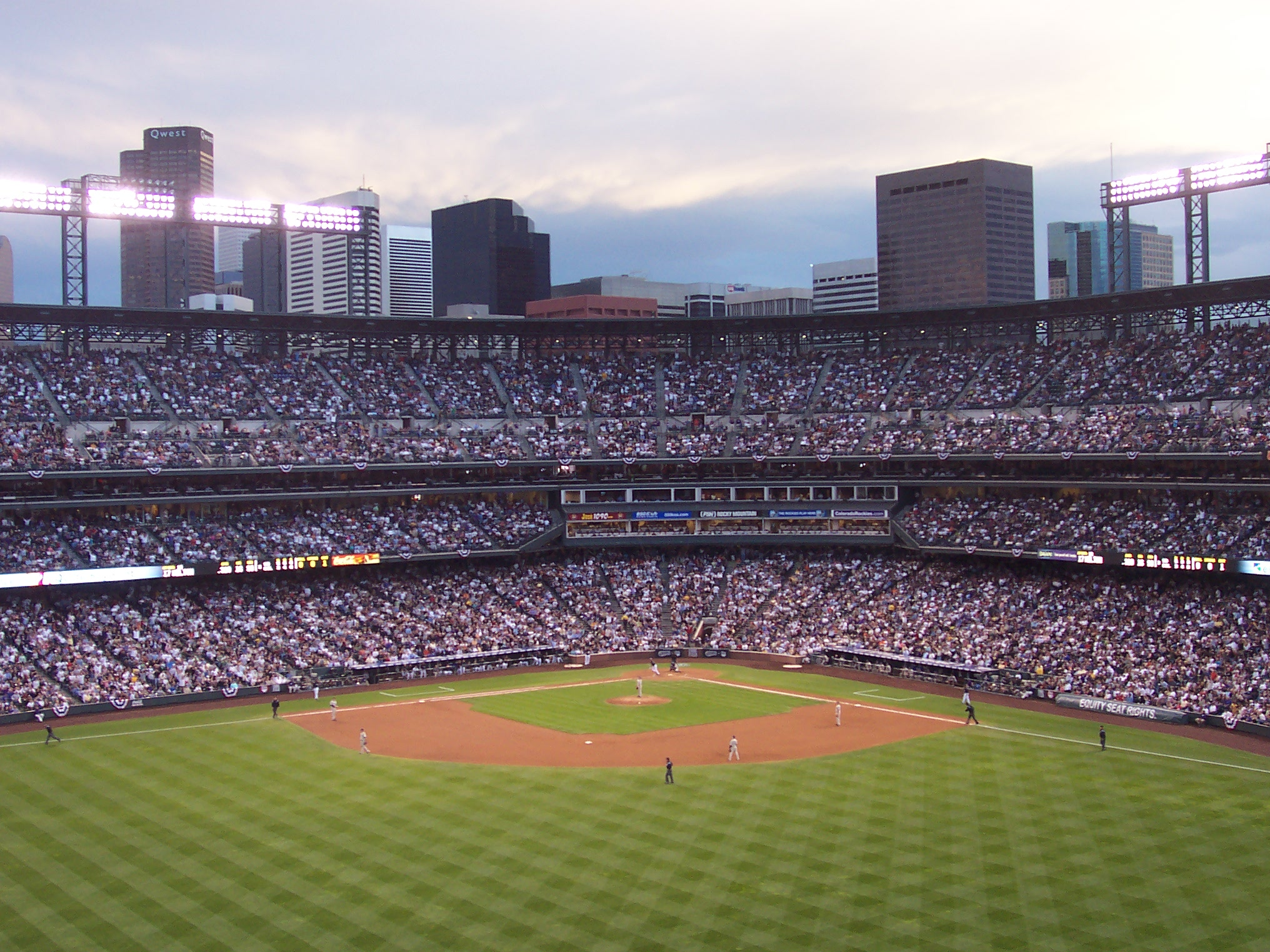
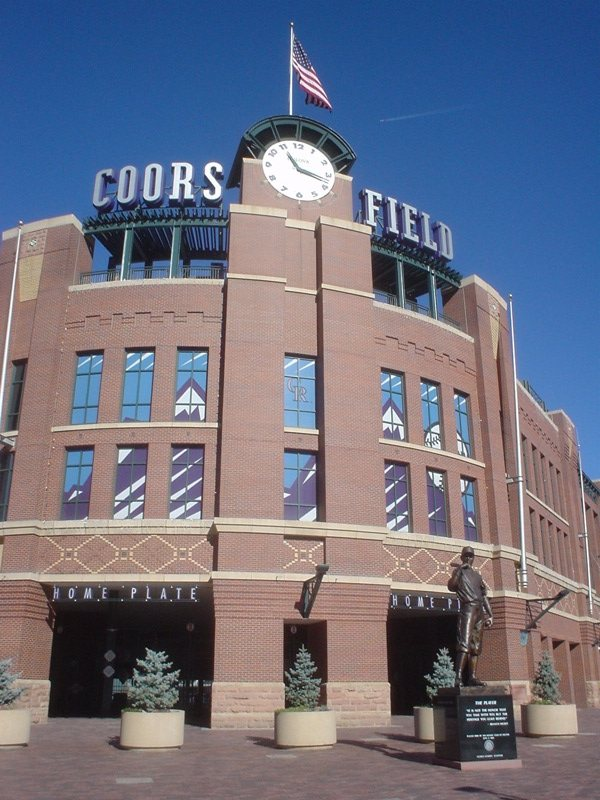
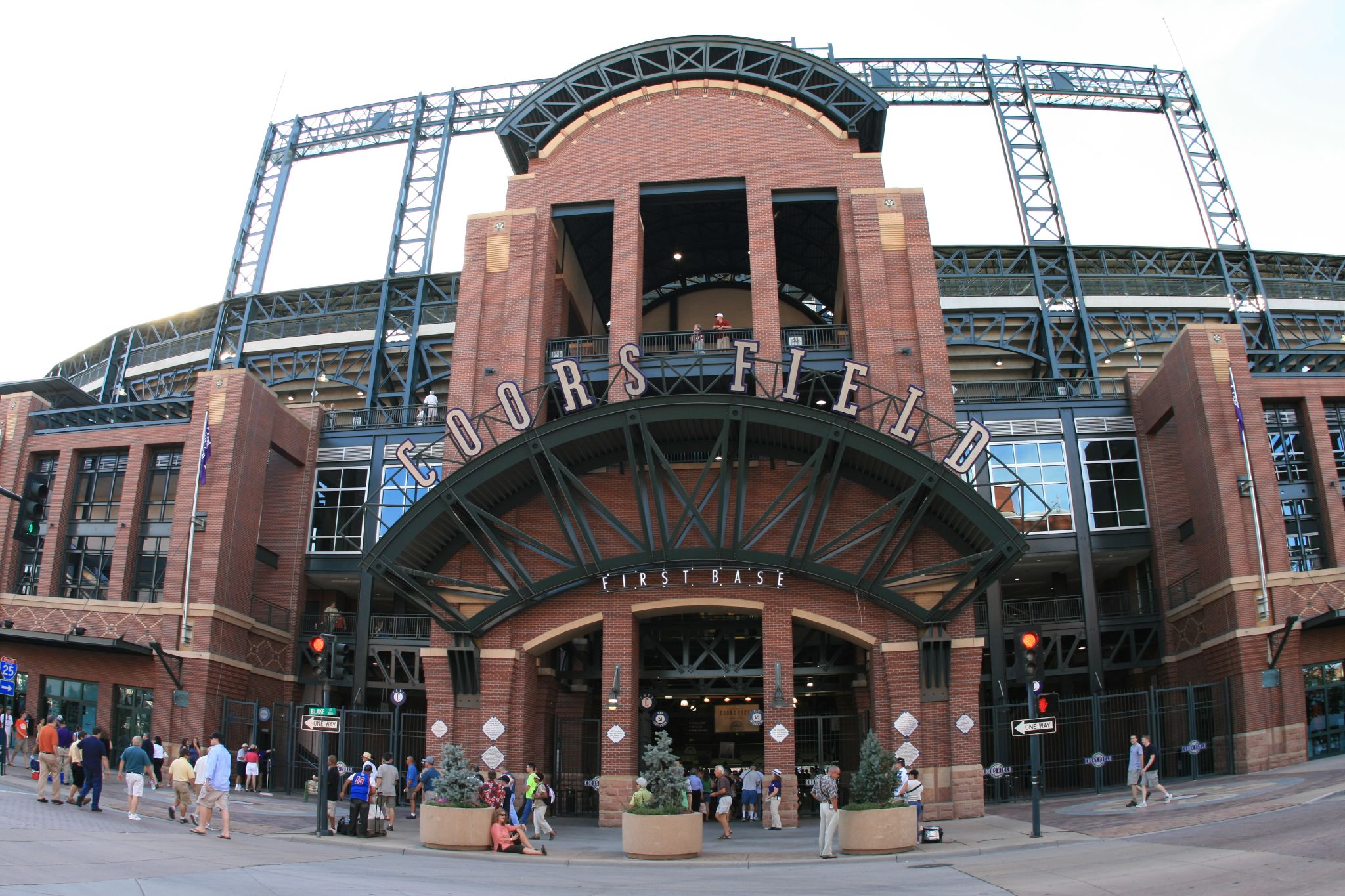